# Pattalus
Pattalus is een geslacht van zeekomkommers uit de familie Cucumariidae.

## Soorten
- Pattalus mollis Selenka, 1868